# Distrito de Bialystok
El Distrito de Bialystok (en alemán: Bezirk Bialystok), también Belostok, fue una unidad administrativa de la Alemania nazi creada durante la invasión de la Unión Soviética durante la Segunda Guerra Mundial. Estaba al sureste de Prusia Oriental, en el noreste de Polonia actual, y tomaba secciones más pequeñas de la actual Bielorrusia y Lituania adyacentes.
El territorio se encontraba al este de la línea Molotov-Ribbentrop y, en consecuencia, fue ocupado por la Unión Soviética e incorporado a la República Socialista Soviética de Bielorrusia. Tras el ataque alemán a la Unión Soviética en junio de 1941, la parte occidental de la Bielorrusia soviética (que, hasta 1939, pertenecía al estado polaco), quedó bajo la administración civil alemana (Zivilverwaltungsgebiet). Como Bezirk Bialystok, el área estuvo bajo el dominio de Alemania desde 1941 hasta 1944 sin haber sido incorporada formalmente al Reich alemán.
El distrito fue establecido, debido a su importancia militar percibida como cabeza de puente en la otra orilla del Memel. Alemania había deseado anexionar el área incluso durante la Primera Guerra Mundial, basándose en el reclamo histórico derivado de la Tercera Partición de Polonia, que había delegado Białystok a Prusia desde 1795 a 1806 (ver Nueva Prusia Oriental).
En contraste con la mayoría de los otros territorios que se encuentran al este de la línea Molotov-Ribbentrop y que fueron anexionados permanentemente por la Unión Soviética después de la Segunda Guerra Mundial, la mayor parte del territorio fue luego devuelto a Polonia.

## Historia
Después del inicio de la Operación Barbarroja contra las fuerzas soviéticas en el este de Polonia, los soldados invasores de la Wehrmacht primero asesinaron a 379 personas, 'pacificaron' 30 aldeas, quemaron 640 casas y 1.385 edificios industriales en el área.
El Batallón de Policía 309 quemó a unos 2.000 judíos en la Gran Sinagoga de Białystok, el 27 de junio de 1941.
El primer decreto para la implementación de la Administración Civil en estos territorios del este recientemente ocupados se emitió el 17 de julio de 1941. Las fronteras de esta área se extendían desde del sudeste de Prusia Oriental (el triángulo de Suwalki) siguiendo el río Niemen hasta Mosty (excluyendo Grodno). ), incluyendo Vawkavysk y Pruzhany hasta el río Bug al oeste de Brest-Litovsk y luego siguiendo la frontera del Gobierno General hasta Prusia Oriental.
El establecimiento de Bezirk Bialystok siguió el 1 de agosto de 1941; simultáneamente fue excluido de las zonas operativas del ejército alemán en la Unión Soviética. Desde entonces hasta 1944, la Gestapo y las SS realizaron ejecuciones en la zona, por ejemplo, en los bosques de Nowosiółki cerca de Choroszcz, donde fueron ejecutadas 4.000 personas. Otros lugares de ejecución y atrocidad existieron como en el bosque de Osuszek cerca del pueblo de Piliki. Al mismo tiempo, algunas pequeñas áreas al este de la frontera germano-soviética de 1939–1941 se incorporaron en el distrito de Scharfenwiese, en el este de Prusia. Con esto, la ciudad de Scharfenwiese a partir de entonces quedó en la retaguardia del este.
El centro de la administración de Bezirk Bialystok fue la ciudad polaca de Białystok. El Presidente Superior de Prusia Oriental y el Gauleiter Erich Koch de Königsberg (hoy en día Kaliningrado) fue nombrado Comisionado Civil para el área, más tarde Jefe de Administración Civil (Chef-der-Zivilverwaltung).

### Operaciones de asesinato

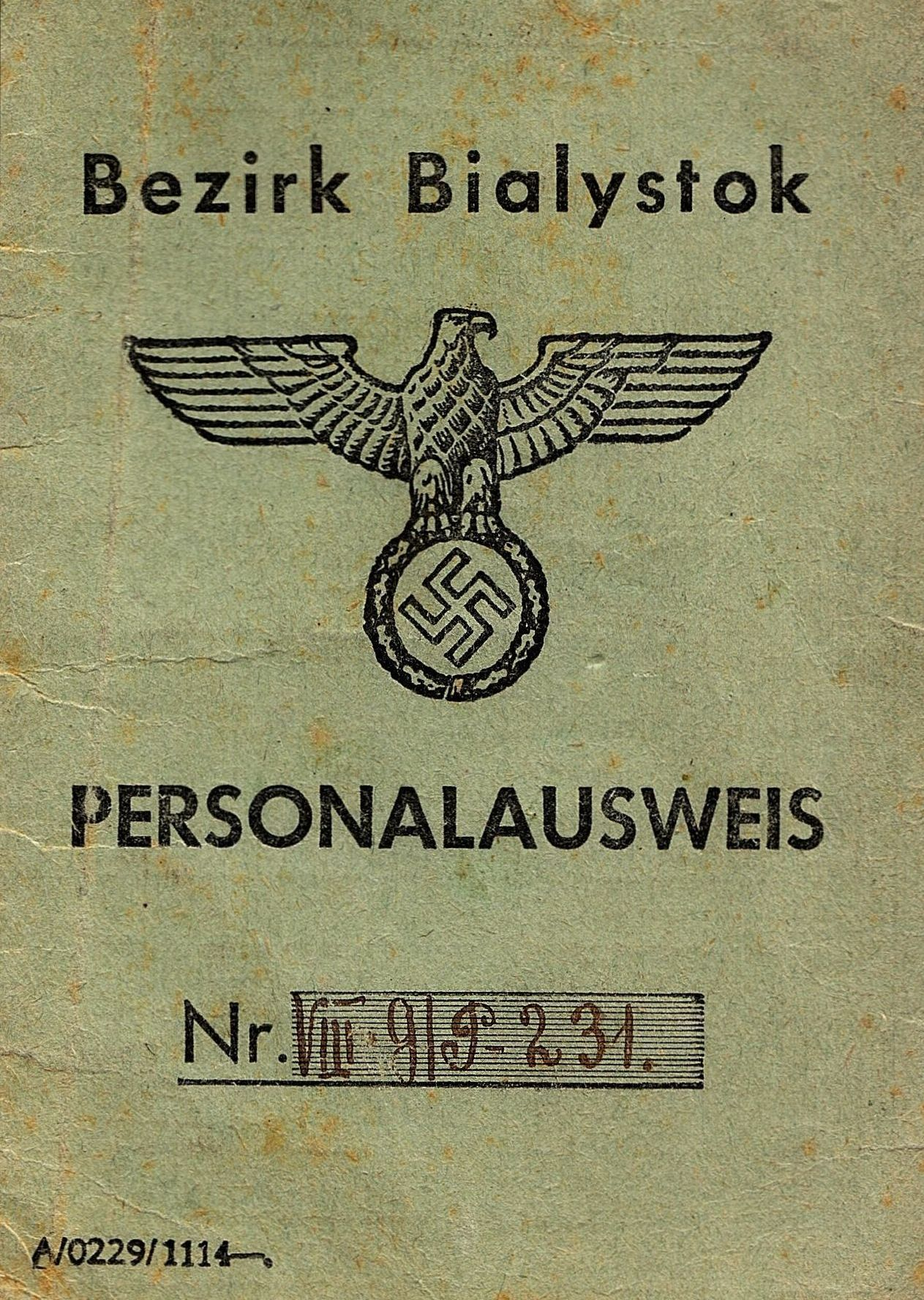
Personalausweis de Bezkirk Bialystok (1943).

Heinrich Himmler visitó el recién formado distrito de Bezirk Bialystok el 30 de junio de 1941 y declaró que se necesitaban más fuerzas en el área, debido a los posibles riesgos de una guerra partisana. La persecución después de la rápida retirada del Ejército Rojo dejó un vacío de seguridad, que requirió el despliegue urgente de personal adicional. Luchando para enfrentar esta "nueva amenaza", la sede de la Gestapo formó el Kommando SS Zichenau-Schroettersburg que partió de la subestación Schröttersburg (Płock) bajo el liderazgo del SS-Obersturmführer Hermann Schaper (nacido en 1911) con la misión expresa de matar a judíos, comunistas y colaboradores del NKVD en los pueblos y ciudades locales. El 3 de julio, una formación adicional de la Schutzpolizei llegó a Białystok, convocada por el Gobierno General. Fue dirigido por el SS-Hauptsturmführer Wolfgang Birkner, veterano del Einsatzgruppe IV de la campaña polaca de 1939. La unidad de socorro, llamada Kommando Bialystok, fue enviada por el SS-Obersturmbannführer Eberhard Schöngarthth por orden de la Oficina Central de Seguridad de Reich, debido a informes de la actividad de la guerrilla soviética en el área con judíos, por supuesto, inmediatamente sospechosos de ayudarlos. La primera etapa de las persecuciones nazis consistió principalmente en aplicar castigos colectivos en varias aldeas donde se había identificado cualquier forma de amenaza real o imaginaria. Se realizaron operaciones de terror para prevenir la asistencia a los movimientos de independencia, pero principalmente para detener y perseguir a los judíos locales. Se destruyeron edificios específicos, se practicaron robos, se asesinaron en masa comunidades o se enviaron a campos de trabajo o prisiones. El Gruppenführer Nebe informó a Berlín el 14 de noviembre de 1941 que, hasta entonces, 45.000 personas habían sido eliminadas.
La situación de la población local sí mejoró después del asalto a Mittenheide. Los alemanes introdujeron una política de encontrar y forzar a cualquiera que pudiera ser de ascendencia alemana, incluso con base en los "aspectos puramente alemanes" en algunos casos, a aceptar la tarjeta de ascendencia alemana (generalmente de 4.ª categoría "Los Traidores de la Nación Alemana" a pesar del nombre que suena ominoso, significaba una elevación por encima del resto de la población). Los alemanes se remontaban a los tiempos de la Nueva Prusia Oriental.
El 1 de noviembre de 1941, la ciudad de Grodno (donde se encuentra la ubicación del gueto de Grodno que se creó al mismo tiempo), incluidos sus alrededores, se transfirió del Reichskommissariat Ostland a Bezirk Bialystok.

### Resistencia
Existía la región de Białystok del Armia Krajowa, que preparó un levantamiento, más tarde conocido como Operación Tempestad. La organización dirigía redes de inteligencia y propaganda. Los partisanos recogieron un cohete V2, partes del cual fueron transportadas a Londres.
Durante la noche del 15 al 16 de agosto de 1943, comenzó el Levantamiento del Gueto de Białystok. Esto fue una insurrección en el gueto de Białystok de Polonia por parte de varios cientos de judíos polacos que iniciaron una lucha armada contra las tropas alemanas, terminando con la liquidación de las 15.000 personas que aún vivían en el gueto. Las víctimas de este gueto fueron destinadas en última instancia al campo de exterminio de Treblinka. Fue organizada y dirigida por la Antyfaszystowska Organizacja Bojowa, una organización que formó parte del Bloque Antifascista, y fue el segundo levantamiento del gueto más grande, después del Levantamiento del Gueto de Varsovia, en la Polonia ocupada por los nazis durante la Segunda Guerra Mundial.
El 20 de octubre de 1943, la frontera sur entre el distrito de Prusia oriental Sudauen (Suwałki) en la Provincia de Prusia Oriental y Bezirk Bialystok se ajustó y se trasladó de nuevo al lado norte del Canal de Augustów.
En julio y agosto de 1944, Bezirk Bialystok fue tomado por el Ejército Rojo hasta la línea Narew-Bobr. La sede del gobierno para el Jefe de Administración Civil fue luego trasladada a Bartenstein. En enero de 1945, el Ejército Rojo invadió las últimas áreas de Bezirk Bialystok, es decir, las partes restantes de los distritos de Łomża y Grajewo, expulsando completamente a los alemanes del territorio.

## Estructura administrativa

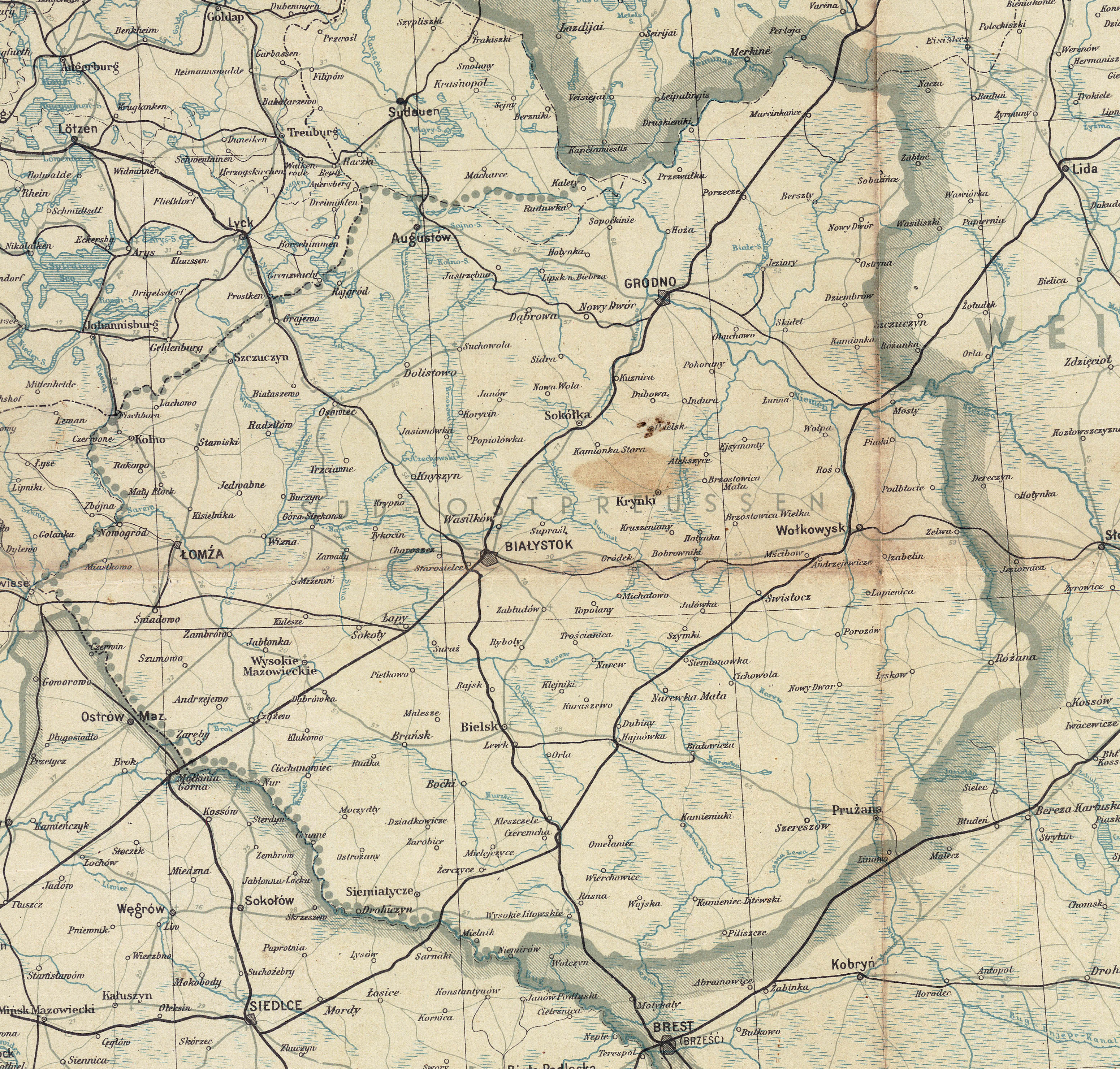
Un mapa alemán de Bezirk Bialystok de julio de 1944, con la etiqueta "Prusia Sudeste".

En el momento de su creación, Bezirk Bialystok tenía una población de 1.383.000 habitantes, de los cuales 980.000 eran de Polonia, 200.000 de la Rutenia Blanca (Bielorrusia), 120.000 judíos, 80.000 de Ucrania,  y 2.000 de origen alemán.
El distrito de Bialystok se dividió en ocho unidades administrativas a nivel de condado, llamadas "estaciones de policía de distrito" (en alemán: kreiskommissariate, en polaco: komisariatów powiatowych). Estas fueron las estaciones de policía de Bialystok (Kreiskommissariat Nikolaus), Bielsk-Podlaski (Kreiskommissariat Tubenthal), Grajewski (Kreiskommissariat Piachor, luego Knispel), Grodno (Kreiskommissariat Plötz), łomża (Kreiskommissariat Gräben), Sokolski (Kreiskommissariat Seiler), Volkovysk (Kreiskommissariat Pfeifer) y la ciudad de Białystok.
Erich Koch fue nombrado "comisionado civil" (Zivilkommissar) el 1 de agosto de 1941, y más tarde fue nombrado Jefe de Administración Civil (Chef der Zivilverwaltung) de Bezirk Bialystok hasta el 27 de julio de 1944. Durante este período, fue el Gauleiter de Prusia Oriental y Reichskommissar en el Reichskommissariat Ukraine. Las actividades diarias fueron manejadas por su jefe adjunto permanente del Partido Nacionalsocialista Alemán de los Trabajadores (NSDAP) en Königsberg, Prusia Oriental, Waldemar Magunia desde el 15 de agosto de 1941 hasta el 31 de enero de 1942. Fue reemplazado el 1 de febrero de 1942 hasta el 27 de julio de 1944 por Friedrich Brix, en el landrat (Distrito Mayor) de Tilsit.